# Ferdinand zu Solms-Hohensolms-Lich (1806–1876)
Ferdinand Prinz zu Solms-Hohensolms-Lich (* 28. Juli 1806 in Lich; † 15. August 1876 ebenda) war ein deutscher Standesherr und Generalmajor.

## Leben
Ferdinand wurde als drittes von vier Kindern des Fürsten Carl Ludwig August zu Solms-Hohensolms-Lich (1762–1807) und der Henriette Sophie, geborene Gräfin zu Bentheim und Steinfurt (1777–1851) in Lich geboren. Der Politiker Ludwig zu Solms-Hohensolms-Lich war sein Bruder.

## Nachkommen
Er heiratete 1836 in Pillnitz Gräfin Caroline von Collalto und San Salvatore (1818–1855). Aus dieser Ehe gingen sechs Kinder hervor:
- Marie Luise zu Solms-Hohensolms-Lich (* 19. Februar 1837; † 5. Februar 1933),
- Hermann Adolf zu Solms-Hohensolms-Lich (1838–1899)

⚭ 1865 Gräfin Agnes zu Stolberg-Wernigerode (1842–1904),
- Reinhard Karl zu Solms-Hohensolms-Lich (* 18. Januar 1841; † 3. Januar 1862)[2]
- Mathilde, Prinzessin zu Solms-Hohensolms-Lich (* 12. Dezember 1842; † 11. September 1867)

⚭ 1862 Bruno zu Ysenburg und Büdingen (1837–1906),
- Anna Franziska zu Solms-Hohensolms-Lich (* 2. Juni 1846; † 7. Mai 1904)

⚭ 1865 Octavian von Collalto und San Salvatore (1842–1912),
- Ludwig Anton zu Solms-Hohensolms-Lich (* 8. April 1851; † 24. Oktober 1913)

⚭ 1885 Elisabeth Gräfin zu Lynar (1864–1943).